# 平沢幸子
平沢 幸子（ひらさわ さちこ、1975年5月29日 - ）は、長野朝日放送 (abn) のアナウンサーである。

## 来歴
東京都出身。武蔵野女子学院高等学校、武蔵野女子大学（現・武蔵野大学）文学部卒業。
大学を卒業後、1998年4月1日に長野朝日放送に入社。
2017年10月1日以降、当時担当していた全番組を体調不良により出演休止。その後2018年3月31日、「駅前テレビ」に電話出演し、結婚・出産したことを明らかにした
およそ2年の休暇を経た後の2020年4月21日、youtubeに公開された「手洗いダンス×abn長野朝日放送アナウンサー編」および「手洗いダンス×abn長野朝日放送アナウンサー全員編」へ出演休止以降約2年半ぶりに出演。以降は主にナレーション中心に同局の番組を担当している。
2021年11月5日、ブログ内で第二子の妊娠を公表した。

## 現在の担当番組
- 育児休業中

## 過去の担当番組
- ABNステーション → abnステーション - 木曜・金曜の天気コーナー、金曜の企画担当、中継コーナー担当
- F・F・F
- インフォメーション信州
- こんびにテレビ
- ザ・駅前テレビ → 駅前テレビ
- abnニュース&天気予報
- いいね!信州スゴヂカラ